# Пума (рід)
Пума (Puma) — рід хижаків з родини котових (Felidae).

## Еволюція
У результаті досліджень ДНК пум виявлено, що найближчим родичем сучасних представників роду пума, є гепард. Через незвичайну статуру, гепарда раніше виділяли у власну підродину Acinonychinae, але спорідненість з пумами змусила зарахувати гепарда до підродини малих кішок. Родовід пум відділився від основної гілки котових 6,7 млн років тому, щоб «породити» предків гепарда, пуми та ягуарунді. Близько 4.9 млн років тому розділилися шляхи родів Puma і Acinonyx. Нарешті близько 4.2 млн років тому розділилися гілки родоводу пуми (Puma concolor) та ягуарунді (Puma yagouaroundi).